# Chava Alberstein
Chava Alberstein (ebraică: חוה אלברשטיין),
Chava se pronunță Hava, (n. 8 decembrie 1947, Szczecin, Polonia) este o cântăreață, compozitoare și actriță evreică, una dintre cele mai apreciate cântărețe de muzică ușoară din Israel.
Arta ei și-a găsit expresia în circa șaizeci de albume, majoritatea în limba ebraică, opt în limba idiș și unul în engleză.
Repertoriul ei cuprinde cântece din clasica genului cântecului ebraic („zèmer ivrí”) (Mirdaf, Mishiréy eretz ahavatí), cântece pentru copii (Alik Balik Bum, Delet haksamim), cântece de protest social (London, Tzel) și politic (Had Gadyá, Hakosém, Shahmat) etc.
La vârsta de 4 ani Hava (pe atunci Ewa) Alberstein a emigrat cu familia ei în Israel. A învățat singură să cânte la ghitară, iar în 1964 a debutat pe scena clubului Hammam din Jaffa.
Intre anii 1965-1966, în timpul serviciului militar, a fost solista a ansamblului de divertisment al Nahal (Tineretul agricol combatant). Primul ei album Perah Halilah (Floarea de liliac) a ieșit pe piață în anul 1967. Până la mijlocul anilor 1980 a interpretat mai cu seamă cântece ale compozitorilor Moshe Vilenski, Mati Kaspi, Nahum Heyman, Nurit Hirsh, Naomi Shemer, Shalom Secunda etc pe versuri de Ehud Manor, Rahel Blaubstein, Lea Goldberg, Nathan Yonatan, Aharon Zeitlin etc.
Din anul 1981 e căsătorită cu regizorul Nadav Levitan pe care l-a cunoscut când a jucat într-un film regizat de el. Chava Alberstein e mamă și bunică și locuiește la Kiryat Haim, lângă Haifa.